# František Malík (fotbalista)
František Malík (14. prosince 1931 – 4. ledna 1992) byl český fotbalista, útočník.

## Fotbalová kariéra
V československé lize hrál za Spartak Hradec Králové, s nímž získal roku 1960 historický titul mistra, jediný v dějinách klubu a první, který v československé lize putoval mimo Prahu a Bratislavu. V Poháru mistrů evropských zemí nastoupil ve 3 utkáních. Za Hradec nastoupil v československé lize v 83 utkáních a dal 11 gólů, ve druhé lize nastoupil ve 34 utkáních a dal 11 gólů.

## Ligová bilance
| Ročník                                   | Zápasy | Góly | Klub                   |
| ---------------------------------------- | ------ | ---- | ---------------------- |
| 1. československá fotbalová liga 1956    | 15     | 3    | Spartak Hradec Králové |
| 1. československá fotbalová liga 1957/58 | 15     | 2    | Spartak Hradec Králové |
| 1. československá fotbalová liga 1959/60 | 25     | 5    | Spartak Hradec Králové |
| 1. československá fotbalová liga 1960/61 | 17     | 1    | Spartak Hradec Králové |
| 1. československá fotbalová liga 1961/62 | 11     | 0    | Spartak Hradec Králové |
| CELKEM                                   | 83     | 11   |                        |